# De Villeneuve

Geslachtswapen Nederlandse takken (1892)

De Villeneuve is een uit de Provence afkomstig geslacht van oude adel waarvan leden sinds 1885 tot de Nederlandse adel behoren.

## Geschiedenis
De stamreeks begint met Raymond de Villeneuve, heer van Ampus en Montferrat die vermeld wordt in 1318 en die voor 15 december 1336 overleed. Valette voert de adeldom terug tot 1201. In 1668 werd voor twee broers de adeldom erkend. In 1678 volgde verlening van de titel van markies van Flayosc. Van 1767 tot 1788 werden aan leden van dit geslacht honneurs de la cour verleend. Volgens Valette waren er in 2007 nog 58 mannelijke afstammelingen in leven. Twee takken van het geslacht (Bargemont en Esclapon) werden geregistreerd bij de ANF onder nummer 514.

### Nederlandse takken
Ds. Josias de Villeneuve (1681-1737) was geboren in de Provence maar vanaf 1724 gevestigd in Bergen op Zoom als Waals predikant. Een nazaat van die laatste werd bij Koninklijk Besluit van 5 mei 1885 ingelijfd in de Nederlandse adel; in 1892 en 1896 gebeurde hetzelfde voor twee verwanten van hem. In 1903 vond er een huwelijk plaats tussen leden van de Nederlandse en Franse takken (Flayosc); deze tak, daarna in Frankrijk gevestigd, stierf in 1984 in mannelijke lijn uit.

## Enkele telgen

### Franse takken
- Hélion de Villeneuve (ca. 1270-1346), grootmeester van de Orde van Malta
- Pierre de Villeneuve (1765-1806), Frans admiraal

### Nederlandse takken
Jhr. Volkert Huibert de Villeneuve (1866-1937), burgemeester
- Jhr. mr. Carel Huibert Valchaire de Villeneuve (1897-1974), bestuurder, adviseur van luitenant-gouverneur-generaal H.J. van Mook en daarna van de Nederlands-Indische en Indonesische regering, diplomaat
  - Prof. jhr. Volkert Huibert de Villeneuve (1921-2017), hoogleraar kindercardiologie aan de Erasmus Universiteit